# 托马斯·奥拉维茨
托马斯·奥拉维茨（Tomáš Oravec，1980年7月3日—），是一名斯洛伐克职业足球运动员，现效力于中超球队陕西浐灞。

## 职业生涯
奥拉维茨在家乡球队科希策开始职业足球生涯，2000年加盟鲁容贝罗克，表现出色，并在2001年首次入选斯洛伐克国家队。2002年之后奥拉维茨开始在国外踢球，先后在捷克日兹科夫胜利、奥地利阿德米拉、希腊帕尼奥尼奥斯和葡萄牙博阿维斯塔等球队效力。2006年回国加盟佩特萨尔卡，并在2006-07赛季获得斯洛伐克超级联赛最佳射手的奖项。2009年奥拉维茨转投日利纳。2010年9月15日，奥拉维茨在2010/11賽季歐洲冠軍聯賽小组赛日利纳主场1比4不敌切尔西的比赛中打进他的首个冠军联赛进球。
2011年2月28日，奥拉维茨正式签约中超球队陕西浐灞。